# Enkeltsagsparti
Et enkeltsagsparti er et politisk parti, som kun har én klar politisk handlingslinje i forhold til ét enkelt politisk emne. Enkeltsagspartier er ofte uden ideologisk grundlag og konsekvent politik på andre områder. Når enkeltsagspartier får flere mandater, ser man ofte at de valgte er mere uenige om de emner, som ikke er partiets eksistensgrundlag.
Begrebet "enkeltsagsparti" er naturligvis følelsesladet og diskutabelt, da forskellige personer og partier har forskellig opfattelse af hvilke emner, der er væsentlige og nødvendige for at forme en politisk platform.